# Hébé (frégate, 1782)
Pour les autres navires du même nom, voir Hébé (navire).
L’Hébé est un navire de guerre français mis en service en 1782, capturé la même année par les Britanniques qui l'utiliseront jusqu'en 1811. C'est une frégate de 18 (en raison du calibre de son artillerie), portant 38 canons, la première de ce type.

## Construction
Conçue par l'ingénieur Sané, construite à Saint-Malo en 1781-1782, elle est la première frégate de 18 (les précédentes étaient armées avec des pièces de 12 livres), le modèle qui sera le plus construit jusqu'à la fin de l'Empire, y compris chez les Britanniques (la classe Leda).
La coque fait 152 pieds de long (46,3 mètres), 39 pieds de large (11,9 mètres) et 18 pieds de creux (5,5 mètres de tirant d'eau).
La frégate jauge 1 063 tonneaux.
La frégate est armée avec 38 canons :
- 26 canons de 18 livres dans sa batterie ;
- 6 canons de 8 livres sur son gaillard avant ;
- 6 canons de 8 livres sur son gaillard arrière ;
- Poids total d'une bordée : 564 livres de boulets de fonte.

## Carrière
L’Hébé est lancée le 25 juin 1782 à Saint-Malo et son armement est terminé en août 1782. Sa première mission est d'escorter un convoi de Saint-Malo jusqu'à Brest à partir du 3 septembre 1782, sous le commandement du capitaine de vaisseau de Vigny.
Mais le 4 septembre 1782, elle est prise en chasse par le HMS Rainbow (un vieux quatrième rang britannique armé de 48 caronades) à hauteur de l'île-de-Batz. Tandis que le convoi se réfugie à Morlaix, l'Hébé, faute d'avoir pu ralentir le Rainbow avec ses pièces de chasse alors qu'elle était encore hors de portée de ses caronades, se fait rattraper d'autant plus vite qu'elle ne donne pas toute la vitesse normalement espérée d'une frégate de sa catégorie. Encore depuis trop peu de temps à la mer, elle n'a pas pu subir tous les essais et réglages qui auraient permis d'optimiser ses performances. Les pièces de chasse du vaisseau britannique (deux caronades de 32 livres) commencent alors à porter et, peu après sept heures du matin, un boulet démolit la barre de la frégate française et blesse mortellement le second, le lieutenant de vaisseau Yves-Gabriel Calloët de Lanidy. Des éclats blessent également le capitaine de Vigny. Alors que le vaisseau britannique arrive à hauteur de la frégate, de Vigny fait enfin loffer celle-ci de façon à faire porter ses canons de bâbord, mais ce changement de cap est insuffisant et seuls les 4 à 5 canons situés les plus en arrière peuvent effectivement tirer une fois sur le Rainbow. Après avoir demandé si quelque dommage est visible sur le vaisseau ennemi et obtenu une réponse négative, de Vigny se rend immédiatement.
La prise d'une frégate neuve presque sans combattre (seulement 2 morts sur les 300 hommes d'équipage) entraîne un conseil de guerre, réuni à Morlaix, qui condamne en 1783 Vigny à quinze ans de prison, le casse de son grade et le déclare incapable de servir.
Quant à la frégate, elle est aussitôt intégrée à la Royal Navy sous le nom de HMS Hebe. Après avoir été renommé HMS Blonde en 1805, elle est finalement démolie en 1811. Plus important pour la Navy, elle va servir de modèle à une nouvelle série de frégates britanniques, la classe Leda, dont le premier exemplaire est lancé en 1800. Cette série compte notamment la HMS Hebe (lancée en 1816), la HMS Surprise (1812), la HMS Trincomalee (1817), la HMS Unicorn (1824).